# Alchemilla czamsinensis
Alchemilla czamsinensis é uma espécie de rosácea do gênero Alchemilla, pertencente à família Rosaceae.